# Hug zer Sunnen
Hug Zer Sunnen (* vor 1398; † 1426) war ein Basler Politiker.
Hug zer Sunnen (zur Sonnen), Sohn des Bürgermeisters und Oberstzunftmeisters Konrad zer Sunnen und verheiratet mit einer Bürgermeisterstochter, gehörte als Vertreter der Achtburger ab 1411 regelmässig dem Rat von Basel an. Zwischen 1419 und 1426 war er dreimal Oberstzunftmeister (zweithöchstes Amt nach dem Bürgermeister). Er unternahm für seine Vaterstadt wichtige Gesandtschaften.